# Шанґо
Шанґо (XIV ст.) — 3-й алаафін (володар) держави Ойо. Згодом був обожнений.

## Життєпис
Відповідно до усних переказів був сином Ораньяна, засновника держави Ойо, та Торосі, доньки Елемпе, оби (правителя) держави Нупе. Замолоду відзначився як звитяжний вояк. Тому, коли його старший брат Аджака відмовився від зовнішніх походів, то Шанго разом з військовиками повалив того.
Протягом усього свого панування здійснив численні походи проти сусідів, зокрема звільний Ойо від залежності з боку міста-держави Ову. Відзначився жорстокістю до ворогів, полонених та злочинців в середині Ойо. В легенді йдеться про 3 дружин Шанго — Оба, Ойо і Осун. Ймовірно тут відбилася згадка про шлюби з впливовими союзниками — містами-державами Ідо-Осун та Едо і представницею своєї династії.
Панував 7 років, після чого був повалений братом Аджакою. За іншими відомостями причиною втрати влади став удар блискавки в його палац, який згорів. За іншими відомостями, втік на батьківщину матері, де повісився на дереві айон (аян).

## У релігії
У міфології йоруба один з найпопулярніших оріша — Небесний батько, дух грому і блискавки, війни, барабану бата і танців, чоловічої сили Його зброя — коротка двостороння сокира оше, кольори — білий і червоний. Його закликають грою на маракасах. П'ятниця вважається днем Шанго, яка в йоруба називається Оджо Джакута.
У афрокарибській релігії лукум — Чанго. Вважається основним елементом вірувань, оскільки представляє західноафриканський народ ойо. Всі основні церемонії ініціації на Кубі, в Пуерто-Рико та Венесуелі протягом XIX—XX століть засновані на церемонії Шанго стародавнього Ойо. Також Чанго в культурі частково поєднався з Св. Варварою.

## Пам'ять
На честь його названо патеру на супутникові Юпітера — Іо.